# 1757
1757 је била проста година.

## Догађаји

### Јануар
- 2. јануар — Велика Британија је заузела Калкуту у Индији.

### Мај
- 6. мај — Битка код Прага

### Јун
- 23. јун — Британци су победом у бици код Пласеја индијским гувернером Бенгала, учврстили власт у источној Индији.

### Децембар
- 5. децембар — Битка код Лојтена

## Рођења

### Април
- 28. новембар — Вилијам Блејк, енглески књижевник и сликар